# Andy Ritz
Andy Ritz, né le 12 février 1996, est un joueur suisse de hockey sur glace, originaire du Haut-Valais. Il joue au poste d'attaquant.

## Biographie

### Jeunesse
Ritz commence sa carrière au sein de son club local, le HC Viège. À partir de 2011, il rejoint le système junior des SCL Tigers. Lors de la saison 2015-2016, il est même le capitaine de l'équipe des moins de 20 ans.

### En club
Le 12 février 2016, il signe son premier contrat pro, revenant au club de sa région d'origine, le HC Viège, en vue de la saison 2016-2017. En quarante-huit match, il inscrit dix points (dont quatre buts) et obtient une prolongation de contrat d'un an. En décembre 2017, en cours de saison, il obtient une prolongation de contrat de deux ans, confirmant qu'il s'est imposé dans le contingent viégeois. Améliorant son bilan comptable à chaque saison, il continue l'aventure avec Viège en signant un nouveau contrat de deux ans le 17 janvier 2020.
Au terme de la saison 2021-2022, qu'il conclut avec douze points (cinq buts), il obtient une prolongation d'un an. La saison suivante, il signe son plus faible total de points en une saison, neuf. Il reste à nouveau fidèle à Viège, acceptant un contrat d'un an. Le 1er mars 2024, lors d'une rencontre de série éliminatoire face au HC La Chaux-de-Fonds, il effectue un balayage contre Josselin Dufey. il écope d'un match de suspension pour cette action dangeureuse et d'une amende de cinq-cent francs. Au terme de la saison, il accepte une prolongation de contrat d'une durée de deux ans. Il est sacré champion de Swiss League au terme des séries éliminatoires avec Viège et défie le HC Ajoie lors du barrage de Qualification pour la NL, mais perd cette série en cinq matchs.

### Carrière internationale
Ritz représente la Suisse sur la scène internationale junior.
Il participe à la Coupe Hlinka-Gretzky en août 2013, la Suisse se classe à la 6e place du tournoi et au Championnat du monde U18 de 2014, où la Suisse se classe à la 7e place.
Il dispute un total de trente-quatre sélections, amassant douze points dont sept buts.

## Statistiques
Pour les significations des abréviations, voir statistiques du hockey sur glace.

### En club

#### Championnat
| Saison        | Équipe           | Ligue            |     | Saison régulière | Saison régulière | Saison régulière | Saison régulière | Saison régulière |   | Séries éliminatoires | Séries éliminatoires | Séries éliminatoires | Séries éliminatoires | Séries éliminatoires |
| Saison        | Équipe           | Ligue            | PJ  | B                | A                | Pts              | Pun              | PJ               | B | A                    | Pts                  | Pun                  |                      |                      |
| 2012-2013     | SCL Tigers U20   | Juniors Élites A | 2   | 0                | 0                | 0                | 0                | -                | - | -                    | -                    | -                    |                      |                      |
| 2012-2013     | EHC Burgdorf U20 | Top Juniors      | 4   | 1                | 1                | 2                | 0                | -                | - | -                    | -                    | -                    |                      |                      |
| 2013-2014     | SCL Tigers U20   | Juniors Élites A | 36  | 10               | 17               | 27               | 10               | 8                | 3 | 1                    | 4                    | 2                    |                      |                      |
| 2014-2015     | SCL Tigers U20   | Juniors Élites A | 36  | 7                | 13               | 20               | 16               | 9                | 4 | 6                    | 10                   | 4                    |                      |                      |
| 2015-2016     | SCL Tigers U20   | Juniors Élites A | 37  | 15               | 22               | 37               | 22               | 5                | 1 | 6                    | 7                    | 6                    |                      |                      |
| 2016-2017     | HC Viège         | LNB              | 48  | 4                | 6                | 10               | 18               | 5                | 0 | 0                    | 0                    | 0                    |                      |                      |
| 2017-2018     | HC Viège         | SL               | 33  | 5                | 6                | 11               | 14               | 5                | 2 | 0                    | 2                    | 0                    |                      |                      |
| 2018-2019     | HC Viège         | SL               | 33  | 5                | 8                | 13               | 26               | 2                | 0 | 0                    | 0                    | 0                    |                      |                      |
| 2019-2020     | HC Viège         | SL               | 44  | 10               | 11               | 21               | 26               | 5                | 0 | 3                    | 3                    | 0                    |                      |                      |
| 2020-2021     | HC Viège         | SL               | 42  | 11               | 5                | 16               | 10               | 6                | 1 | 1                    | 2                    | 2                    |                      |                      |
| 2021-2022     | HC Viège         | SL               | 33  | 5                | 7                | 12               | 12               | 6                | 2 | 0                    | 2                    | 0                    |                      |                      |
| 2022-2023     | HC Viège         | SL               | 42  | 2                | 7                | 9                | 35               | 6                | 1 | 1                    | 2                    | 2                    |                      |                      |
| 2023-2024     | HC Viège         | SL               | 45  | 6                | 10               | 16               | 6                | 9                | 0 | 3                    | 3                    | 4                    |                      |                      |
| 2024-2025     | HC Viège         | SL               | 45  | 5                | 3                | 8                | 14               | 13               | 2 | 3                    | 5                    | 2                    |                      |                      |
| 2024-2025     | HC Viège         | NL Qualification | -   | -                | -                | -                | -                | 5                | 0 | 0                    | 0                    | 0                    |                      |                      |
| Totaux NLB/SL | Totaux NLB/SL    | Totaux NLB/SL    | 365 | 53               | 63               | 116              | 161              | 57               | 8 | 11                   | 19                   | 10                   |                      |                      |

#### Tournoi
| Saison    | Équipe   | Compétition     |   | PJ | B | A | Pts | Pun                |  | Résultat |
| 2016-2017 | HC Viège | Coupe de Suisse | 1 | 0  | 1 | 1 | 0   | Seizième de finale |  |          |
| 2017-2018 | HC Viège | Coupe de Suisse | 2 | 0  | 0 | 0 | 2   | Huitième de finale |  |          |
| 2018-2019 | HC Viège | Coupe de Suisse | 1 | 0  | 0 | 0 | 0   | Seizième de finale |  |          |
| 2019-2020 | HC Viège | Coupe de Suisse | 2 | 2  | 0 | 2 | 0   | Huitième de finale |  |          |
| 2020-2021 | HC Viège | Coupe de Suisse | 2 | 0  | 0 | 0 | 0   | Huitième de finale |  |          |
| 2023-2024 | HC Viège | National Cup    | 2 | 2  | 2 | 4 | 0   | Huitième de finale |  |          |
| 2024-2025 | HC Viège | National Cup    | 2 | 1  | 0 | 1 | 0   | Huitième de finale |  |          |

### En équipe nationale
| Année | Équipe     | Compétition              |   | PJ | B | A | Pts | Pun      |  | Résultat |
| 2013  | Suisse U18 | Coupe Hlinka-Gretzky     | 4 | 0  | 1 | 1 | 0   | 6e place |  |          |
| 2014  | Suisse U18 | Championnat du monde U18 | 5 | 0  | 0 | 0 | 0   | 7e place |  |          |

## Trophées et honneurs personnels

### Swiss League
- Champion de la saison 2024-2025 avec le HC Viège.